# Исса, Марван
Марван Абд аль-Карим Исса (араб. مروان عبد الكريم عيسى‎; известный как Абу аль-Бара (أبو البراء‎) и «человек-тень»; 1965 — 10 марта 2024) — палестинский исламистский боевик, заместитель главнокомандующего военного крыла террористической организации ХАМАС, Бригады «Изз ад-Дин аль-Кассам». В момент смерти был третьим человеком в иерархии ХАМАС по версии ЦАХАЛ.

## Биография
Марван Исса родился в секторе Газа. Его семья происходит из деревни Бейт-Тима, находившейся до войны за независимость в районе Ашкелона. Марван Исса отбыл пять лет тюремного заключения в Израиле за деятельность в ХАМАСе. Кроме того, он отбыл четыре года тюремного заключения в тюрьме Палестинской автономии, но был освобождён с началом второй интифады.
10 февраля 2005 года десятки боевиков ХАМАСа захватили тюрьму Сарайя в секторе Газа и убили трёх палестинских заключённых из ФАТХ по подозрению в соучастии в убийстве его родственника — Ахмеда Иссы. По словам высокопоставленного офицера ЦАХАЛа, сомнительно, что убитые имели отношение к инциденту с убийством Ахмеда Иссы. До плана размежевания его должность была командующим операцией «по захвату населённых пунктов». Он считается разведывательным сообществом Израиля одним из самых опасных и жестоких террористов в регионе.
В августе 2006 года Марван Исса был ранен в таз во время контратаки против верхушки организации ХАМАС в секторе Газа.
В 2007 году Марван Исса пережил атаку израильских сил. Он также известен под псевдонимом Абу Бараа.
Некоторые источники утверждают, что Марван Исса был назначен лидером группировки после смерти Ахмеда Джаабари в результате израильского нападения в 2012 году. Однако Марван Исса остаётся заместителем командующего лидера ХАМАСа Мохаммеда Дейфа, но является представителем бригад в политбюро ХАМАСа.
В ноябре 2012 года, после убийства Ахмеда Джабари в рамках операции «Облачный столп», Марван Исса был назначен главой военного крыла ХАМАСа. Это назначение было неожиданным, поскольку ожидалось, что будет назначен Раад аль-Аттар. Однако, по разным данным, Египет, возглавляемый тогда Мухаммедом Мурси («Братьями-мусульманами»), выступил против назначения Аль-Аттара, заявив, что он был причастен к теракту на израильско-египетской границе Синайского полуострова в июле 2012 года. В результате некоторые видели в Марване Иссе только внешнего лидера, тогда как фактическим лидером был аль-Аттар, который был окончательно уничтожен в ходе операции «Нерушимая скала».
10 сентября 2019 года США признали его террористом.
С 14 ноября 2023 года находился под санкциями Великобритании (запрет на въезд в страну и заморозка банковских счетов в случае их обнаружения) и США.

## Личная жизнь
Старший сын Иссы Бараа умер в 2009 году в возрасте девяти лет после того, как ему было отказано во въезде из сектора Газа для прохождения лечения в Египте. Другой сын, Мухаммад был убит в 2023 году в результате израильского авиаудара по Газе во время войны ХАМАСа.

### Смерть
11 марта 2024 года Израиль объявил о нанесении удара по подземному объекту в Нусейрате, в центральной части Газы, используемый Иссой, опубликовав видеозапись удара и отметив, что результаты всё ещё анализируются. Сообщается, что в результате взрыва погибли пять палестинцев. ХАМАС, который мало что раскрывал о своих высокопоставленных военных руководителях во время войны, отреагировал не сразу.
17 марта 2024 года сообщалось, что ХАМАС в частном порядке подтвердил, что Исса погиб в результате удара. На момент своего убийства Исса был самым высокопоставленным командиром ХАМАСа, погибшим на войне.. Премьер-министр Биньямин Нетаньяху, как сообщается, приветствовал эту новость как «большое достижение для Израиля» и заявил: «они все умрут, мы доберёмся до них всех».
18 марта 2024 года советник Белого дома по национальной безопасности Джейк Салливан подтвердил смерть Иссы.
26 марта 2024 года ЦАХАЛ официально подтвердил смерть террориста, который выполнял функции связующего звена между политическим и военным руководством ХАМАС.